# Гйельне Гутуэр

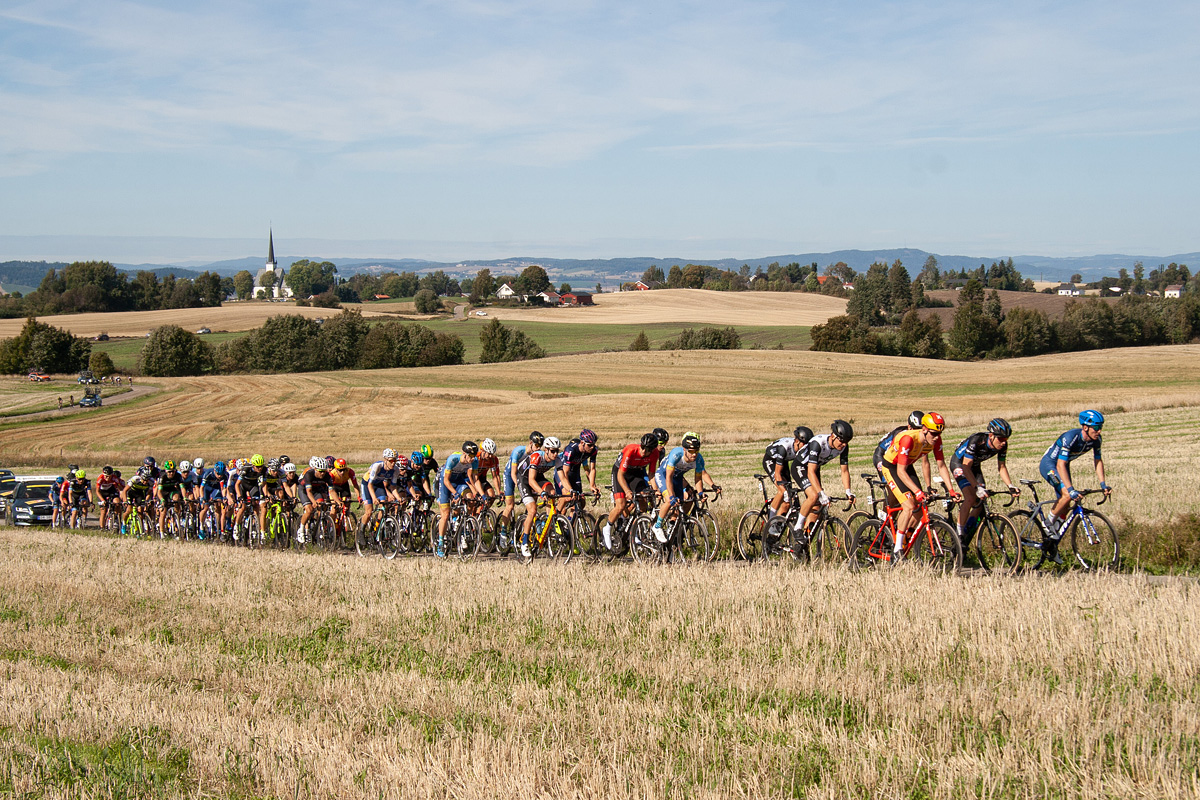
Фрагмент гонки 2018 года

Гйельне Гутуэр  (норв. Gylne Gutuer),  —  шоссейная однодневная  велогонка, проводится в рамках уик-энда Uno-X Development, который проходит в конце августа - начале сентября в фюльке (округе) Иннландет в Норвегии и включает себя три велогонки: Гран-при Хафьеля, Гран-при Лиллехаммера и Гйельне Гутуэр. Включена в календарь UCI Europe Tour, имеет  категорию 1.2.

## Призёры
| Год  | Победитель           | Второй                  | Третий                |         |
| ---- | -------------------- | ----------------------- | --------------------- | ------- |
| 2018 | Йеспер Филипсен      | Каспер фон Фольсах      | Маркус Хоэльгор       |         |
| 2019 | Кристоффер Скьерпинг | Мортен Хулгард          | Йорди Мёйс            |         |
| 2020 | Тронд Хакон Трондсен | Кристиан Аасволд        | Эрик Нордсэтер Реселл |         |
| 2021 | Вильям Блюме Леви    | Embret Svestad-Bårdseng | Magnus Sørbø          |         |
| 2022 | Андре Дрег           | Андреас Стокбро         | Фредерик Йенсен       |         |
| 2023 | Андреас Стокбро      | Расмус Валлин           | Кристоффер Скьерпинг  |         |
| 2024 | отменён              | отменён                 | отменён               | отменён |

## Победители по странам
| Страна   | Побед |
| -------- | ----- |
| Норвегия | 2     |
| Бельгия  | 1     |